# Севрюков, Василий Кузьмич
Василий Кузьмич Севрюков — советский хозяйственный, государственный и политический деятель.

## Биография
Родился в 1920 году в селе Черемичкино. Член КПСС
С 1934 года — на хозяйственной, общественной и политической работе. В 1934—1977 гг. — учитель, секретарь политотдела совхоза, репортер, редактор районной газеты, секретарь Топкинского райкома ВЛКСМ, военнослужащий Пограничных войск, инструктор, заведующий отделом Алма-Атинского горкома партии, заведующий отделом Алма-Атинского горисполкома, заведующий отделом Алма-Атинского горкома партии, начальник Алма-Атинского городского управления культуры, заведующий отделом Алма-Атинского горкома партии, заместитель заведующего отделом партийных органов ЦК Компартии Казахстана, заведующий отделом партийных органов ЦК Компартии Казахстана, заведующий отделом организационно-партийной работы ЦК Компартии Казахстана, секретарь ЦК Компартии Казахстана, заместитель председателя Президиума Верховного Совета Казахской ССР, первый заместитель председателя Госкомитета Совмина Казахской ССР по профессионально-техническому образованию.
Избирался депутатом Верховного Совета Казахской ССР 6-9-го созывов. Делегат XXIII и XXIV съездов КПСС.
Умер в Алма-Ате в 1977 году, похоронен на Центральном кладбище.